# Conques
Conques là một xã trong vùng Occitanie, thuộc tỉnh Aveyron, quận Rodez, tổng Conques. Tọa độ địa lý của xã là 44° 36' vĩ độ bắc, 02° 23' kinh độ đông. Conques nằm trên độ cao trung bình là 442 mét trên mực nước biển, có điểm thấp nhất là 221 mét và điểm cao nhất là 663 mét. Xã có diện tích 30,51 km², dân số vào thời điểm 1999 là 302 người; mật độ dân số là 10 người/km².

## Thông tin nhân khẩu
| 1926 | 1931 | 1936 | 1946 | 1954 | 1962 | 1968 | 1975 | 1982 | 1990 | 1999 |
| ---- | ---- | ---- | ---- | ---- | ---- | ---- | ---- | ---- | ---- | ---- |
| 725  | 709  | 686  | 647  | 561  | 529  | 479  | 420  | 404  | 362  | 302  |

## Địa điểm tham quan
- Nhà thờ-tu viện Sainte-Foy